# Сељак Мареј
Ова успомена објављена је први пут 1876. године у "Пишчевом дневнику". По жанру припада уметничким мемоарима и подсећа донекле на "Записе из Мртвог дома".
До сусрета са сељаком Марејом, што је Достојевски описао у овој причи дошло је на имању ауторових родитеља у селу Дарову у Тулској губернији у августу 1831. године, а разговор са Пољаком М-цким Достојевски је водио 1850. године то јест прве године на робији.
Ауторов брат Андреј написао је да сељак Мареј "није измишљена особа него је заиста постојао" и овако га описао: "Био је наочит сељак који је већ зашао у средње године, црномањаст, густе црне браде (тамносмеђе према опису Фјодора Михајловича) која је већ била прошарана седима. У селу су га држали за добра познаваоца рогате марве, па кад је требало купити на сајму коју краву није се никако могло без њега".